# Synaptura albomaculata
Synaptura albomaculata es una especie de pez de la familia Soleidae en el orden de los Pleuronectiformes.

## Hábitat
Vive en aguas costeras poco profundas y estuarios.

## Distribución geográfica
Se encuentra en las  costas del este de la India, Bangladés y Birmania.